# Лехаррета, Марино
Марино Лехаррета Аррисабалага (исп. Marino Lejarreta Arrizabalaga; род. 14 мая 1957, в Беррисе, провинция Бискайя, автономное сообщество Страна Басков, Испания) — испанский профессиональный шоссейный велогонщик. Победитель Вуэльты Испании (1982).

## Достижения
1979
2-й Гран-при Льодио
1980
1-й  Вуэльта Каталонии — Генеральная классификация
1-й Восхождение на Монжуик — Генеральная классификация
1-й — Этап 1c
1-й — Этап 4 Вуэльта Астурии
3-й Тур Страны Басков — Генеральная классификация
3-й Тур Германии — Генеральная классификация
3-й Étoile des Espoirs — Генеральная классификация
5-й Вуэльта Испании — Генеральная классификация
5-й Критериум Дофине Либере — Генеральная классификация
1981
1-й Prueba Villafranca de Ordizia
1-й Классика Сан-Себастьяна
1-й Субида эль Наранко
1-й Кольцо Гечо
1-й — Этап 3 Тур дю Тарн
3-й Тур Страны Басков — Генеральная классификация
3-й Вуэльта Каталонии — Генеральная классификация
1982
1-й  Вуэльта Испании — Генеральная классификация
1-й — Этап 17
1-й Классика Сан-Себастьяна
1-й Вуэльта Кантабрии — Генеральная классификация
1-й — Пролог
1-й Вуэльта Кастилии — Генеральная классификация
1-й — Этап 1b
1-й Восхождение на Монжуик — Генеральная классификация
1-й — Этап 1
1-й — Этап 2 Vuelta a los Valles Mineros
2-й Гран-при Льодио
3-й Гран-при Мигеля Индурайна
5-й Чемпионат мира — Групповая гонка
1983
Вуэльта Испании
1-й  — Очковая классификация
1-й — Этапы 6, 8 (ИГ) и 13
1-й Джиро дель Аппеннино
1-й Восхождение на Монжуик — Генеральная классификация
1-й — Этапы 1a и 1b
2-й Вуэльта Испании — Генеральная классификация
2-й Джиро дель Умбрия
3-й Тур Страны Басков — Генеральная классификация
3-й Кубок Сабатини
3-й Классика Примавера
6-й Джиро д’Италия — Генеральная классификация
1984
3-й Тур Страны Басков — Генеральная классификация
3-й Субида эль Наранко
4-й Джиро д’Италия — Генеральная классификация
1-й — Этап 19
1985
2-й Gran Premio Industria e Commercio di Prato
3-й Тур Страны Басков — Генеральная классификация
3-й Джиро дель Аппеннино
3-й Кубок Сабатини
3-й Джиро дель Эмилия
5-й Джиро д’Италия — Генеральная классификация
1986
1-й Вуэльта Бургоса — Генеральная классификация
1-й Субида эль Наранко
2-й Классика Сан-Себастьяна
2-й Классика Примавера
2-й Subida a Arrate
3-й Тур Страны Басков — Генеральная классификация
5-й Вуэльта Испании — Генеральная классификация
1-й — Этап 8 (ИГ)
5-й Вуэльта Каталонии — Генеральная классификация
1987
1-й Классика Сан-Себастьяна
1-й Вуэльта Бургоса — Генеральная классификация
1-й — Пролог и Этап 4
1-й Субида а Уркиола
1-й Субида а Аррате
3-й Гран-при Наций
3-й Классика Примавера
4-й Джиро д’Италия — Генеральная классификация
9-й Вуэльта Каталонии — Генеральная классификация
10-й Тур де Франс — Генеральная классификация
10-й Тур Страны Басков — Генеральная классификация
1988
1-й Вуэльта Бургоса — Генеральная классификация
1-й — Пролог
1-й Вуэльта Галисии
1-й Prueba Villafranca de Ordizia
1-й Восхождение на Монжуик — Генеральная классификация
ИГ
1-й Субида а Уркиола
3-й Джиро ди Ломбардия
3-й Вуэльта Каталонии — Генеральная классификация
3-й Гран-при Мигеля Индурайна
4-й Классика Сан-Себастьяна
5-й Тур Страны Басков — Генеральная классификация
1989
1-й  Вуэльта Каталонии — Генеральная классификация
1-й Prueba Villafranca de Ordizia
1-й Классика Примавера
1-й — Этап 2 Vuelta a La Rioja
2-й Восхождение на Монжуик — Генеральная классификация
5-й Тур де Франс — Генеральная классификация
8-й Тур Страны Басков — Генеральная классификация
10-й Джиро д’Италия — Генеральная классификация
1990
1-й Вуэльта Бургоса — Генеральная классификация
1-й — Этапы 2 и 4
1-й Восхождение на Монжуик — Генеральная классификация
ИГ
2-й Вуэльта Каталонии — Генеральная классификация
2-й Prueba Villafranca de Ordizia
3-й Субида а Уркиола
3-й Классика Примавера
3-й Гран-при Мигеля Индурайна
4-й Чемпионат Цюриха
5-й Тур де Франс — Генеральная классификация
1-й — Этап 14
7-й Джиро д’Италия — Генеральная классификация
8-й Джиро ди Ломбардия
1991
2-й Субида а Уркиола
3-й Вуэльта Испании — Генеральная классификация
1-й — Этап 2 (ИГ)
5-й Джиро д’Италия — Генеральная классификация 
1-й — Этап 5
5-й Тур Страны Басков — Генеральная классификация
7-й Льеж — Бастонь — Льеж
8-й Флеш Валонь

## Статистика выступлений

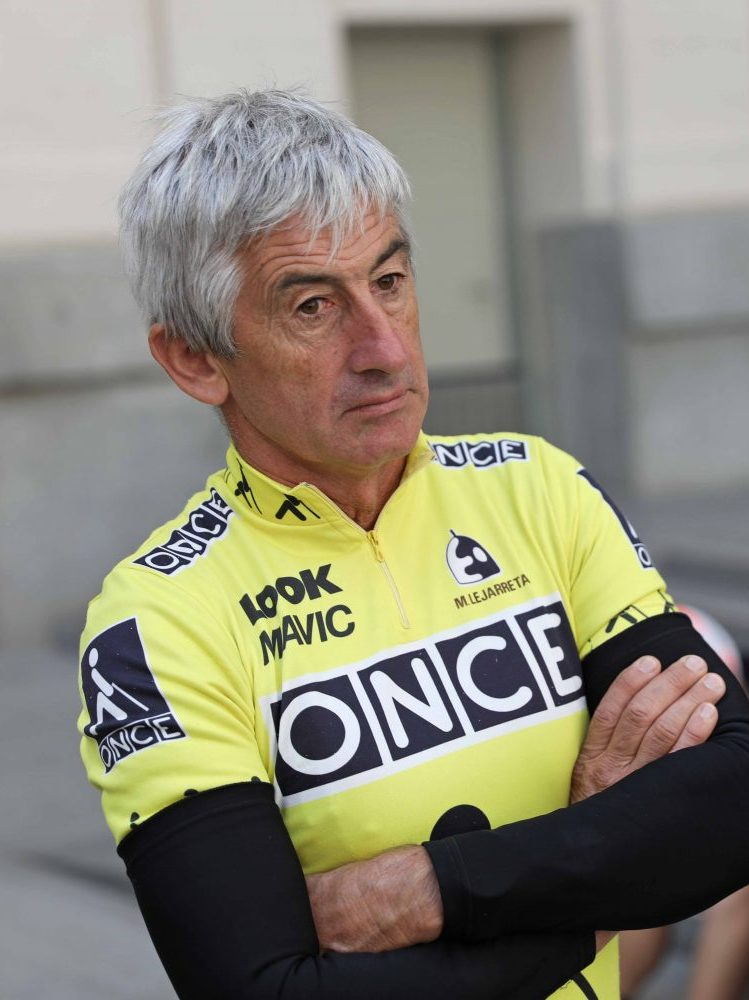
Марино Лехаррета в 2017 году

### Гранд-туры
| Гранд-тур                 | 1979 | 1980 | 1981 | 1982 | 1983 | 1984 | 1985 | 1986 | 1987 | 1988 | 1989 | 1990 | 1991 | 1992 |
| ------------------------- | ---- | ---- | ---- | ---- | ---- | ---- | ---- | ---- | ---- | ---- | ---- | ---- | ---- | ---- |
| Джиро д’Италия            | —    | —    | —    | —    | 6    | 4    | 5    | —    | 4    | —    | 10   | 7    | 5    | —    |
| Тур де Франс              | —    | —    | 35   | 37   | —    | —    | —    | 18   | 10   | 16   | 5    | 5    | 53   | —    |
| (c 2010 ) Вуэльта Испании | 30   | 5    | НФ   | 1    | 2    | НФ   | —    | 5    | 34   | НФ   | 19   | 55   | 3    | —    |

| —  | Не участвовал  |
| НФ | Не финишировал |